# Цезькі народи
Цезькі народи або дідойські народи — група народів, що проживають в Росії (дідойці, гинухці, гунзибці, бежтинці, хваршини) та Грузії (бежтинці та гунзибці). Близькі до аварців, в складі яких вони враховувалися в переписах населення СРСР (окрім перепису 1926 року) та Росії. Сповідують сунізм.
Розмовляють цезькими мовами, які утворюють окрему групу мов у складі аваро-андо-цезької гілки нахсько-дагестанських мов. Відмінності між цезькими мовами більші, аніж між андійськими мовами. Більшість вільно володіють аварською. Усі цезькі мови безписемні, тому ці народи користуються в письмі аварською мовою.

## Розселення
Загальна чисельність (разом з андійськими народами) — 55-60 тис. осіб (1992, оцінка) та 57 498 ос. (2002, перепис). Власне цезькі народності за переписом 2002 року склали 23 111 ос. (у РФ), в тому числі в Дагестані — 22 964 ос.
Історично живуть на південному заході Дагестану в верхів'ях річок Андійське Койсу — в Цунтинському районі (цези, гинухці), на півдні Цумадинського району (хваршини), та Аварське Койсу — в Бежтинській муніципальній ділянці (бежтинці, гунзибці). Багато хто з них розселений в рівнинному Дагестані.
Окрім Дагестану, також компактно представлені в Кварельскому муніципалітеті Грузії (бежтинці та гунзибці).

## Історія
Вперше згадуються в античних авторів I—II століть як «дідури» (дідойці). Під назвою Дідо був відомий союз сільських громад, що об'єднував багато гірських народів західного Дагестану. Бежтинці-капучинці згадуються в арабських географічних творах X століття. Грузинські хроніки згадують ензебців (гунзибців) та хуайнів (хваршинів). З XV століття починається активна ісламізація цезьких народів, пов'язана з посиленням експансії аварських ханів. З цього часу Дідо розпадається на ряд самостійних союзів сільських громад. Процес ісламізації завершився в основному наприкінці XVIII століття. В середині 1940-х років багато сімей цезьких народів було примусово переселено на спорожнілі чеченські території. В 1957—1958 роках їм було дозволено повернутися на споконвічні місця.

## Побут і культура
Територіально-родинні громади (джамаат) об'єднувалися в військово-політичні союзи сільських громад. Найвищим законодавчим органом громади був схід чоловіків (з 15-річного віку). Виконавча та судова влада знаходилася в руках старійшин.
Традиційні заняття — ⁣скотарство, головним чином вівчарство, землеробство, ремесла. З 2-ї половини XIX століття росте товарне виробництво. В останні десятиліття XX століття з'явилися нові галузі господарства.
Переважала мала сім'я. Нерозділені братерські сім'ї зберігалися епізодично в силу економічної доцільності. Велике значення мали кровнородинні союзи сімей — тухуми. В джамааті могло бути від 2-3 до 7-8 тухумів. Голови тухумів (частіше за все вони ж старійшини громади) представляли інтереси свого тухуму перед громадою та союзом громад. Тухум надавав підтримку своїм членам, давав їм рекомендації та настанови, в його межах був найкращий вибір шлюбних партнерів. В сім'ях були патріархальні відносини.
Поселення розташовувалися по схилах ущелин. Доступ в поселення, як правило, був можливий лише однією стежкою. В поселеннях будувалися багатоповерхові кам'яні бойові вежі з бійницями. Частіше за все в центрі поселення розташовувалася мечеть. В поселеннях було декілька годеканів — місць збору та проведення дозвілля дорослих чоловіків. Головний годекан зазвичай знаходився біля мечеті.
Житла кам'яні, 2-4-поверхові. Стіни верхніх поверхів часто будувалися з дощок або плетінки, обмазаної глиною.
Чоловічий одяг однотипний з одягом інших народів Дагестану: овчині папахи, шуби, бурка, бешмет, черкеска, штани з завуженими штанинами, тунікоподібна рубаха без коміра, з довгими рукавами без манжет. Обов'язковим атрибутом чоловічого костюма був кинджал. Найпоширеніший тип взуття — в'язані шерстяні чоботи з товствою шерстяною підошвою та загнутими носками.
Жінки носили рубахи (тунікопобного крою або відрізані по талії), підперезані тканинним поясом, штани, зкроєні з двох полотнищ, хутряні шуби, хустки та шалі. Неодмінним головним убором дівчаток та жінок був очіпок-накосник чухту: невеликий мішечок, що закриває волосся від чола до потилиці та спускається по спині до поясу.
Харчування переважно складалось із борошна, круп, толокна, сушеного та свіжого м'яса, курдюка, молока, масла, сиру, свіжих та сушених фруктів. З борошна готували прісний і кислий хліб, коржі, декілька різновидів хинкалів; з борошна та круп готували каші; м'ясо найчастіше споживалося вареним, з хинкалом, іноді смаженим; готувалися пироги типу чуду та курзе — з сиром, м'ясом, зеленню та ін.
Календарні свята відзначалися спортивними змаганнями, розведенням багаття, процесіями ряджених. Збереглися доісламські уявлення, віра в чортів, джинів, відьом, домових. Література та фольклор — аварською та рідною мовами.